# Roznowa
Roznowa, Rożnowa – polana w Gorcach, na grzbiecie łączącym Bukowinę Obidowską z Bukowiną Miejską. Jest jedną z całego ciągu polan na tym grzbiecie, kolejno są to polany: Roznowa, Łukasówka, Dermowa, Buchańska, Plowowa, Molowa i Supułowa. Dawno nieużytkowane, obecnie zarastają lasem. Nazwy polan pochodzą od nazwisk właścicieli.
Polana Roznowa jest największą z tych polan i jeszcze nie zarosła lasem. Znajduje się zaraz na południowy wschód o wierzchołka Bukowiny Obidowskiej, na północnych stokach grzbietu opadających do doliny Lepietnicy. Położona jest na wysokości około 940–980 m n.p.m. Roztacza się z niej widok na dolinę Lepietnicy, grzbiet Średniego Wierchu i Turbacz. Górnym skrajem polany biegnie znakowany szlak turystyczny.
Polana znajduje się poza Gorczańskim Parkiem Narodowym, w granicach wsi Obidowa, w województwie małopolskim, w powiecie nowotarskim, w gminie Nowy Targ.
Szlaki turystyczne
 Klikuszowa – Dziaciowa – Bukowina Obidowska – Roznowa – Dermowa – Hrube – Miejski Wierch. Odległość 8,6 km, suma podejść 360 m, suma zejść 60 m, czas przejścia 2 godz. 15 min, z powrotem 1 godz. 15 min.
 odcinek: Kowaniec (Nowy Targ) – Bernadowa – Kotlarka – Roznowa – skrzyżowanie z czarnym szlakiem. Odległość 4,2 km, suma podejść 390 m, czas przejścia 1 godz. 30 min. z powrotem 50 min.